# Alegeri legislative în Regatul Unit, 1837
Alegerile generale din Marea Britanie în 1837 i-au adus pe conservatorii lui Robert Peel mai aproape de poziția liberal-conservatorilor, care au câștigat pentru a patra oară alegerile deceniului.
Alegerile au dus la realizarea primul parlament după moartea lui William al IV și primul al domniei Victoriei.

## Rezultate
- Partidul Liberal-conservator a avut un număr de 344 de aleși, cu 418.331 de voturi, reprezentând 51,7%.
- Partidul Conservator a avut 314 aleși, cu 379.694 de voturi, reprezentând 48,3%.
- Total voturi exprimate: 798,025